# Michel Dieulafoy
Pour les articles homonymes, voir Dieulafoy.
Joseph-Marie-Armand-Michel Dieulafoy né à Toulouse le 11 janvier 1762 et mort dans l'ancien 4e arrondissement de Paris le 13 décembre 1823, est un librettiste et dramaturge français.

## Biographie
Il fut reçu avocat à Toulouse et il paraissait destiné au barreau où il avait débuté. Dans sa parenté, des possesseurs de propriétés considérables aux colonies l'attirèrent dans le Nouveau Monde, et il s'établit à Saint-Domingue où d'heureuses spéculations lui promettaient déjà une fortune brillante. Mais l'émancipation des esclaves détruisit ses espérances, et ses plantations furent dévastées, son habitation incendiée, par ses nègres révoltés. Il échappa au massacre du Cap en 1793 et s'enfuit à Philadelphie. Il y séjourna quelque temps, puis revint en France où il s'adonna à la poésie dramatique, principalement au genre du vaudeville.
Le théâtre du Vaudeville (qui se trouve alors rue de Chartres) fut le témoin de ses succès, depuis 1798, c'est-à-dire à l'époque de sa plus grande vogue. Il donna aussi diverses pièces à la plupart des théâtres de Paris.
Dieulafoy fut et resta royaliste, même sous le gouvernement impérial.

## Œuvres
- Le Moulin de Sans Soucy, vaudeville, An VI 1798 in 8 II
- Le Quart d'heure de Rabelais 1799, avec Chrétien-Siméon Le Prévost d'Iray
- Jean Lafontaine, avec Le Prévost d'Iray
- Dans quel siècle sommes-nous ?, en un acte, 1800, avec Étienne de Jouy et Charles de Longchamps.
- Le Tableau des Sabines, vaudeville en 1 acte, 1801, avec Jouy et Longchamps, écrit à l'occasion du tableau de Jacques-Louis David, Les Sabines.
- 1802 : 11, 76, 88, ou le Terne de Gonesse, vaudeville anecdote en un acte et en prose, avec Jean-Baptiste Dubois et René de Chazet
- Défiance et Malice, ou le Prêté-rendu, comédie en un acte et en vers, représentée pour la première fois sur le théâtre Français de la République, le 17 fructidor an IX. Cette comédie qui n'a que deux personnages a eu beaucoup de succès. Jouée dans l'origine par Saint Phal et Joséphine Mézeray[3].
- Ô l'impie, ou Enfin la voilà, vaudeville en 1 acte (parodie d'Olympie, opéra en 3 actes de Spontini), avec Marc-Antoine-Madeleine Désaugiers et Nicolas Gersin, au théâtre du Vaudeville, 11 janvier 1820